# Griffin Canning
Griffin Alexander Canning (* 11. Mai 1996 in Mission Viejo, Kalifornien) ist ein US-amerikanischer Baseballspieler, der bei den Los Angeles Angels in der Major League Baseball (MLB) auf der Position des Pitchers spielt.

## Karriere
Canning spielte zunächst im Baseballteam der Santa Margarita Catholic High School in Rancho Santa Margarita. 2014, in seinem letzten Jahr dort, wurde er zum „Orange County Register Pitcher des Jahres“ gewählt. Beim MLB Draft 2015 wurde er in der 38. Runde von den Colorado Rockies ausgewählt, bei denen er jedoch nie einen Vertrag unterschrieb und stattdessen im Baseballsport fürs Universitätsteam der University of California, Los Angeles, aktiv war. Schließlich stand er für den MLB Draft 2017 erneut zur Auswahl und wurde demzufolge in der zweiten Runde an insgesamt 47. Position von den Los Angeles Angels ausgewählt.
Im Juni 2017 unterzeichnete er einen Vertrag bei den Los Angeles Angels mit einem sogenannten Signing bonus mit einem Wert von 1.459.200 US-Dollar. Zunächst spielte der Pitcher jedoch in den Minor Leagues California League, Southern League und der ranghöchsten Pacific Coast League. Sein MLB-Debüt gab er am 30. April 2019 im Spiel gegen die Toronto Blue Jays.
In der Saison 2020 wurde er für seine Defensivleistungen mit dem Gold Glove Award ausgezeichnet.